# Paistu
Paistu (em estoniano:  Paistu vald) é uma cidade estoniana localizada na região de Viljandimaa.